# Prieuré de Colombier
Le prieuré de Colombier est un prieuré situé à Colombier, dans le département français de l'Allier.

## Localisation
Le prieuré est situé au centre du bourg de Colombier, à l'ouest de l'église Saint-Patrocle.

## Historique
L'édifice est inscrit au titre des monuments historiques en 1943.